# Saint-Georges-Armont
Saint-Georges-Armont – miejscowość i gmina we Francji, w regionie Burgundia-Franche-Comté, w departamencie Doubs.
Według danych na rok 1990 gminę zamieszkiwały 94 osoby, a gęstość zaludnienia wynosiła 20 osób/km² (wśród 1786 gmin Franche-Comté Saint-Georges-Armont plasuje się na 649. miejscu pod względem liczby ludności, natomiast pod względem powierzchni na miejscu 828.).